# Lema de Jordan
O Lema de Jordan em conjunto com o teorema dos resíduos, é utilizado para calcular integrais no plano complexo. É denominado em memória de Camille Jordan.

## Definições

### Definição 1
Sejam CR uma semicircunferência de raio R no semiplano superior e centrada na origem e f(z)  uma função que, para arg(z)∈[o,π],   converge uniformemente a zero mais rápido que {\displaystyle {\frac {1}{|z|}}} quando  |z|→{\displaystyle \infty }, ou seja, {\displaystyle C_{R}=\{z:z=Re^{i\theta },\theta \in [0,\pi ]\}}

O caminho C é a concatenação dos caminhos C _{1} e C _{2}.

### Definição 2
Consideremos a integral :{\displaystyle I_{R}=\int _{R}f(z)\ dz},  com ΓR = {Z=Reiθ, 0≤θ≤π} e α>0 e  se a função f é da forma :{\displaystyle f(z)=e^{iaz}g(z)\,,\quad z\in C_{R},}
Suponhamos que f(z) seja analítica neste semi-plano exceto em um número finito de pontos e que o valor máximo de módulo de f(Z) para z∈ΓR tende a zero quando R tende ao infinito então:
{\displaystyle \lim _{R\to \infty }I_{R}=0}

## Aplicações
Dentre outras aplicações o Lema de Jordam é fundamental para os seguintes cálculos: integrais reais via variáveis complexas, Transformada de Laplace Inversa, Transformada de Fourier Inversa, dentre outros.
Nestes cálculos, boa parte da dificuldade está em escolher um contorno de integração e uma função {\displaystyle g(z)} convenientes.

## Demonstração
Por definição:
{\displaystyle {\begin{aligned}\int _{C_{R}}f(z)\,dz&=\int _{0}^{\pi }g(Re^{i\theta })\,e^{iaR(\cos \theta +i\sin \theta )}\,iRe^{i\theta }\,d\theta \\&=R\int _{0}^{\pi }g(Re^{i\theta })\,e^{aR(i\cos \theta -\sin \theta )}\,ie^{i\theta }\,d\theta \,.\end{aligned}}}
{\displaystyle {\biggl |}\int _{a}^{b}f(x)\,dx{\biggr |}\leq \int _{a}^{b}|f(x)|\,dx}
{\displaystyle {\begin{aligned}I_{R}:={\biggl |}\int _{C_{R}}f(z)\,dz{\biggr |}&\leq R\int _{0}^{\pi }{\bigl |}g(Re^{i\theta })\,e^{aR(i\cos \theta -\sin \theta )}\,ie^{i\theta }{\bigr |}\,d\theta \\&=R\int _{0}^{\pi }{\bigl |}g(Re^{i\theta }){\bigr |}\,e^{-aR\sin \theta }\,d\theta \,.\end{aligned}}}
Utilizando {\displaystyle M_{R}:=\max _{\theta \in [0,\pi ]}{\bigl |}g{\bigl (}Re^{i\theta }{\bigr )}{\bigr |}} e a simetria sin θ = sin(π – θ), temos:
{\displaystyle I_{R}\leq RM_{R}\int _{0}^{\pi }e^{-aR\sin \theta }\,d\theta =2RM_{R}\int _{0}^{\pi /2}e^{-aR\sin \theta }\,d\theta \,.}
De fato o sin θ é concavo neste intervalo θ ∈ [0,π /2], logo, o gráfico sin θ estará acima da linha {\displaystyle {\frac {2\theta }{\pi }}}, consequentemente
{\displaystyle \sin \theta \geq {\frac {2\theta }{\pi }}\quad }
portanto, como {\displaystyle M_{R}:=\max _{\theta \in [0,\pi ]}{\bigl |}g{\bigl (}Re^{i\theta }{\bigr )}{\bigr |}\to 0\quad {\mbox{quando }}R\to \infty \,}, temos:
{\displaystyle I_{R}\leq 2RM_{R}\int _{0}^{\pi /2}e^{-2aR\theta /\pi }\,d\theta ={\frac {\pi }{a}}(1-e^{-aR})M_{R}\leq {\frac {\pi }{a}}M_{R}\,.}

## Exemplo
Calcule a seguinte integral: 
{\displaystyle \int _{-\infty }^{\infty }{\frac {1}{1+x^{2}}}dx}
Resolução
Seja a função:
{\displaystyle f(z)={\frac {1}{1+z^{2}}}}
Nesta ache as singularidades (igualando a zero o denominador)
{\displaystyle \qquad z\in {\mathbb {C} }\setminus \{i,-i\}}
Desenhando a curva, nota-se que a singularidade de f no plano se encontra apenas na metade superior, em z  =  i , assim...
{\displaystyle \int _{-\infty }^{\infty }{\frac {1}{1+x^{2}}}\,dx=\int _{-R}^{R}{\frac {1}{1+x^{2}}}\,dx+\int _{\Gamma _{R}}{\frac {1}{1+z^{2}}}\,dz=2\pi i\,\operatorname {Res} (f,i)\,.}
E, por f ser de polo simples
{\displaystyle 2\pi i\operatorname {Res} (f,i)=2\pi i\lim _{z\to i}(z-i)f(z)=2\pi i\lim _{z\to i}{\frac {1}{z+i}}=2\pi i{\frac {1}{2i}}=\pi }
Assim,
{\displaystyle \int _{-R}^{R}{\frac {1}{1+x^{2}}}\,dx+\int _{\Gamma _{R}}{\frac {1}{1+z^{2}}}\,dz=\pi }
Utilizando o lema de jordan, quando R →{\displaystyle \infty }, temos
{\displaystyle \lim _{R\to \infty }\left|{\frac {1}{1+z^{2}}}\right|=0} ,pela substituição  z = R eiθ (lembrando que eiθ = cos(θ) + i sen(θ)  é uma função limitada, entre 1 e -1)
Contudo, quando R →{\displaystyle \infty }:
{\displaystyle \int _{-\infty }^{\infty }{\frac {1}{1+x^{2}}}\,dx+0=\int _{-\infty }^{\infty }{\frac {1}{1+x^{2}}}\,dx=\pi }